# Hwang Jae-hun (cầu thủ bóng đá, sinh 1990)
Đây là một tên người Triều Tiên, họ là Hwang.
Hwang Jae-hun (tiếng Hàn: 황재훈; sinh ngày 25 tháng 11 năm 1990) là một cầu thủ bóng đá Hàn Quốc thi đấu ở vị trí hậu vệ cho Suwon FC ở K League Classic. He changed his name from Hwang Byung-in vào tháng 9 năm 2013.

## Sự nghiệp
Hwang gia nhập Gyoengnam FC trước khi mùa giải 2009 khởi tranh.